# Téléphérique d'Agadir
Le téléphérique d'Agadir est un projet comprenant 2 lignes de télécabines touristique à Agadir au Maroc. Longue de 1 700 mètres, la première ligne a été mise en service le 16 juillet 2022 entre le pont de Tildi et Agadir Oufella.
La deuxième ligne du téléphérique entre Agadir Oufella et le parc d'attraction Danialand. Son ouverture est prévue pour 2026.